# Halles de Paris

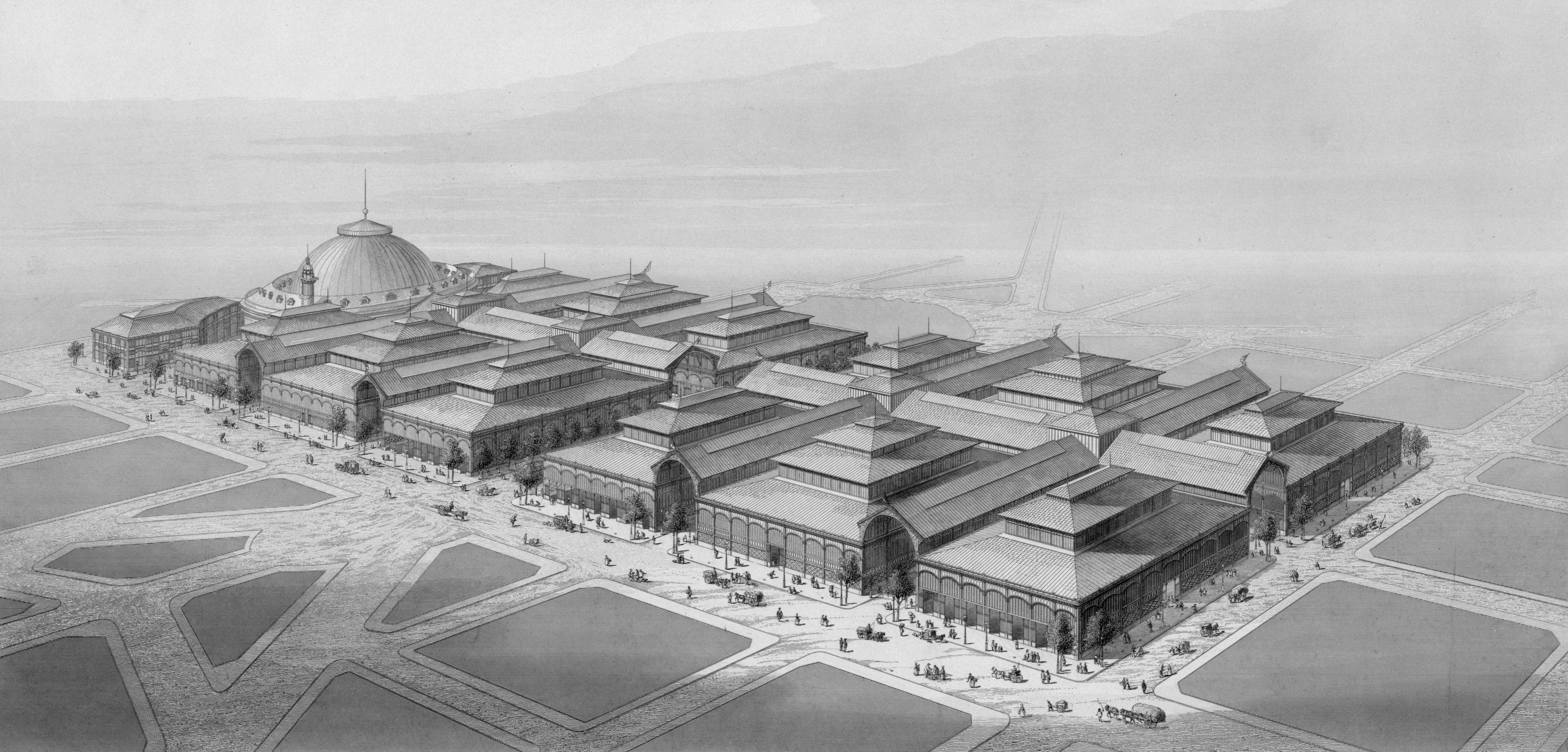
Tržnice v roce 1863

Halles de Paris (česky Pařížské haly) je název bývalé hlavní pařížské tržnice, která se nacházela v centru města. Tržnice zde vznikla již ve středověku, v 19. století zde byly postaveny velké prodejní haly, které daly tržnici jméno a rozkládaly se na 10 hektarech. V 70. letech 20. století byla tržnice stržena a vzniklo zde převážně podzemní obchodní centrum Forum des Halles a rozsáhlá přestupní stanice RER Châtelet – Les Halles a později park Jardin des Halles.

## Historie
- 1135 Přesun ústředního tržiště z náměstí Place de Grève (dnešní Place de l'Hôtel-de-Ville před pařížskou radnicí) na okraj tehdejšího města
- 1181-1183 král Filip II. August zde povolil jarmark a byly zde postaveny dvě budovy sloužící jako tržnice. Král reguloval trh se základními potravinami jako maso, chléb a víno. O několik let později král zakoupil od pařížského biskupství další pozemky, kde se poté prodávaly potraviny, textil, obuv a galanterie. Obchodníci si vystavěli v okolí své příbytky a postupně přicházeli i další, jako soukeníci nebo tkalci.
- 1543 František I. započal s přestavbou tržnice. 20. září vydal nařízení o zboření starých tržnic a vystavění nových. Výstavba probíhala až do roku 1572. Vznikly galerie nesené sloupy, které byly nahrazeny až v 19. století.
- 1789 Hřbitov Neviňátek byl přeměněn na trh s květinami, ovocem a zeleninou.
- 1808 Napoleon Bonaparte provedl reorganizaci trhu a vydal nařízení o porážce zvířat. Měl v plánu vybudovat jednu centrální tržnici.
- 1842 Problémy v dopravě a se zajištěním hygieny na tržnici se stále prohlubovaly, proto prefekt Claude Berthelot de Rambuteau ustanovil komisi, jímž úkolem bylo posoudit zachování tržnice nebo její přesun.
- 1848 Architektonickou soutěž na novou tržnici vyhrál Victor Baltard, který navrhl stavbu 12 pavilonů s kovovou konstrukcí nesených sloupy a s prosklenými střechami. Každý pavilon byl určen pro jiný druh zboží.
- 1852-1870 Výstavba deseti pavilonů podle vítězného projektu.
- 1936 Dostavba zbývajících dvou pavilonů.
- 1962 Bylo rozhodnuto o přesunu tržnice na předměstí Rungis a La Villette.
- 1963 Pařížský prefekt navrhl renovaci pravého břehu od řeky Seiny až k Východnímu nádraží. Jednalo se o oblast 670 hektarů se 150 000 obyvateli. Tento projekt však městská rada zamítla a nechala vypracovat studii týkající se pouze tržnice a přilehlého okolí.
- 1968 První projekty byly zamítnuty městskou radou. Oblast obnovy byla snížena ze 32 na 15 ha a byla upřednostněna výstavba v podzemí.

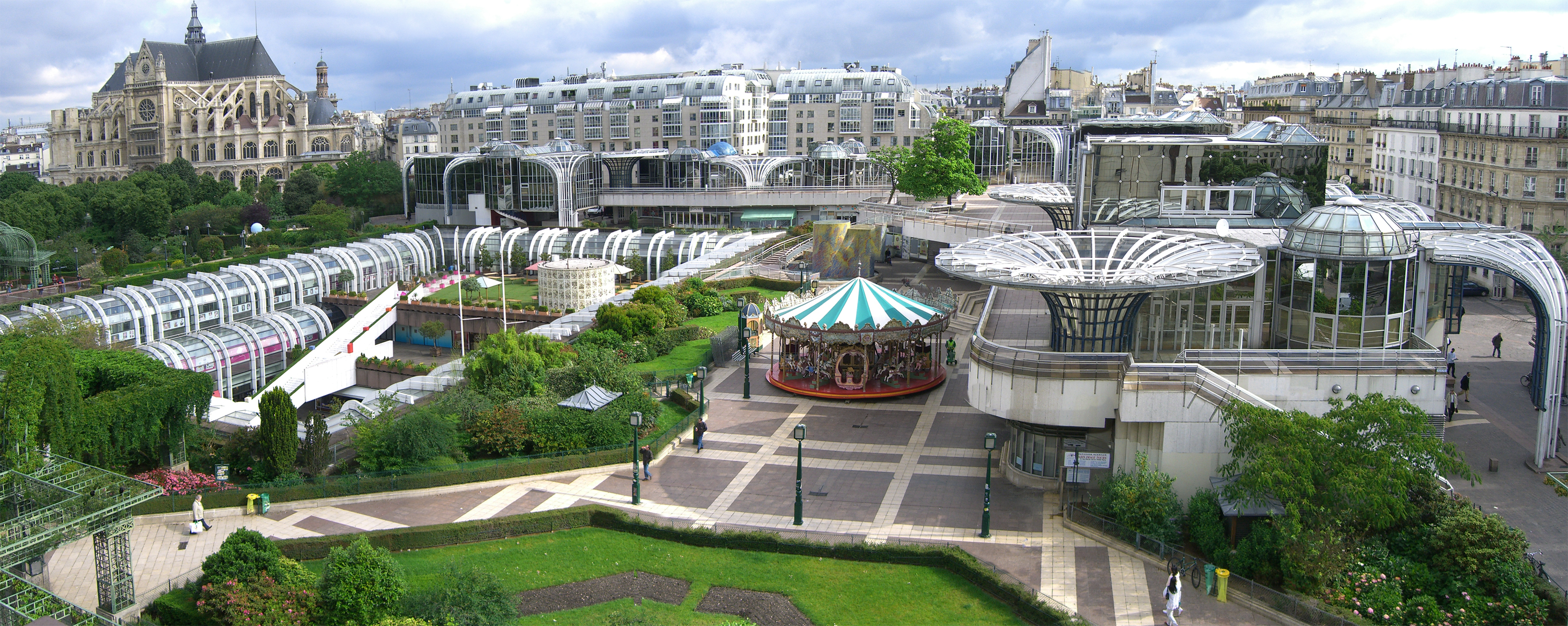
Obchodní centrum Forum des Halles v roce 2007

- 1971 Demolice prvních šesti pavilonů.
- 1973 Demolice pavilonu masa. V létě byl na staveništi natáčen film Nedotýkej se bílé ženy (Touche pas à la femme blanche). Rovněž se staveniště objevilo ve filmu Nájemník (Le Locataire) režiséra Romana Polanskiho z roku 1976. Pouze jediný pavilon č. 8, který sloužil pro trh s vejci a drůbeží, byl zachován, rozebrán a znovu postaven v Nogent-sur-Marne, kde slouží jako divadelní sál.
- 1974 Prezident Valéry Giscard d'Estaing rozhodl o zrušení projektu na výstavbu mezinárodního obchodního centra a na jeho místě vznikl později park Jardin des Halles.
- 1975 První projekt byl odmítnut a místo něj byl přijat projekt obchodního centra částečně zapuštěného pod zem a spojeného z podzemní stanicí s názvem Forum des Halles, jehož autory jsou Claude Vasconi a Georges Pencreac'h.
- 1977 Otevření stanice RER Châtelet – Les Halles a přemístění stanice Les Halles na lince 4 pro lepší přestup.
- 1979 Slavnostní otevření obchodního centra Forum des Halles.
- 1985 Otevření druhé podzemní části obchodního centra (architekt Paul Chemetov).
- 1988 Otevření parku Jardin des Halles.
- 2004 Pařížská radnice vyhlásila architektonickou soutěž na celkovou obnovu čtvrti.
- 2007 V červenci vyhráli francouzští architekti Patrick Berger a Jacques Anziutti soutěž na projekt Carreau des Halles, který by měl v budoucnu nahradit současné Forum des Halles.

## Situace dnes
Dnešní místo je nejen významným obchodním centrem, které ročně navštíví 41 miliónů lidí, ale rovněž důležitou dopravní tepnou. V podzemí se nachází stanice Châtelet – Les Halles, kde se spojují linky A, B a D a kde je možné přestoupit na dalších pět linek metra (1, 4, 7, 11 a 14), 15 autobusových linek a 13 linek Noctilien, které každodenně přepraví v průměru 800.000 cestujících. V podzemí se rovněž nachází síť silnic a parkovišť.

## Tržnice v literatuře
Tržnice se stala hlavním místem děje románu Břicho Paříže spisovatele Émila Zoly.